# Trekroner
Trekroner är en konstgjord ö och tidigare befästning i norra delen av Köpenhamns hamn. Den började byggas år 1786, söder om ett tidigare fort från 1713 och ingick i Köpenhamns befästning från 1870-talet till år 1922.
Det bor 4 personer på ön (2020) och på sommaren kan den besökas med rundtursbåt från Köpenhamn.
Det finns ett kafé på fortet.

## Historia

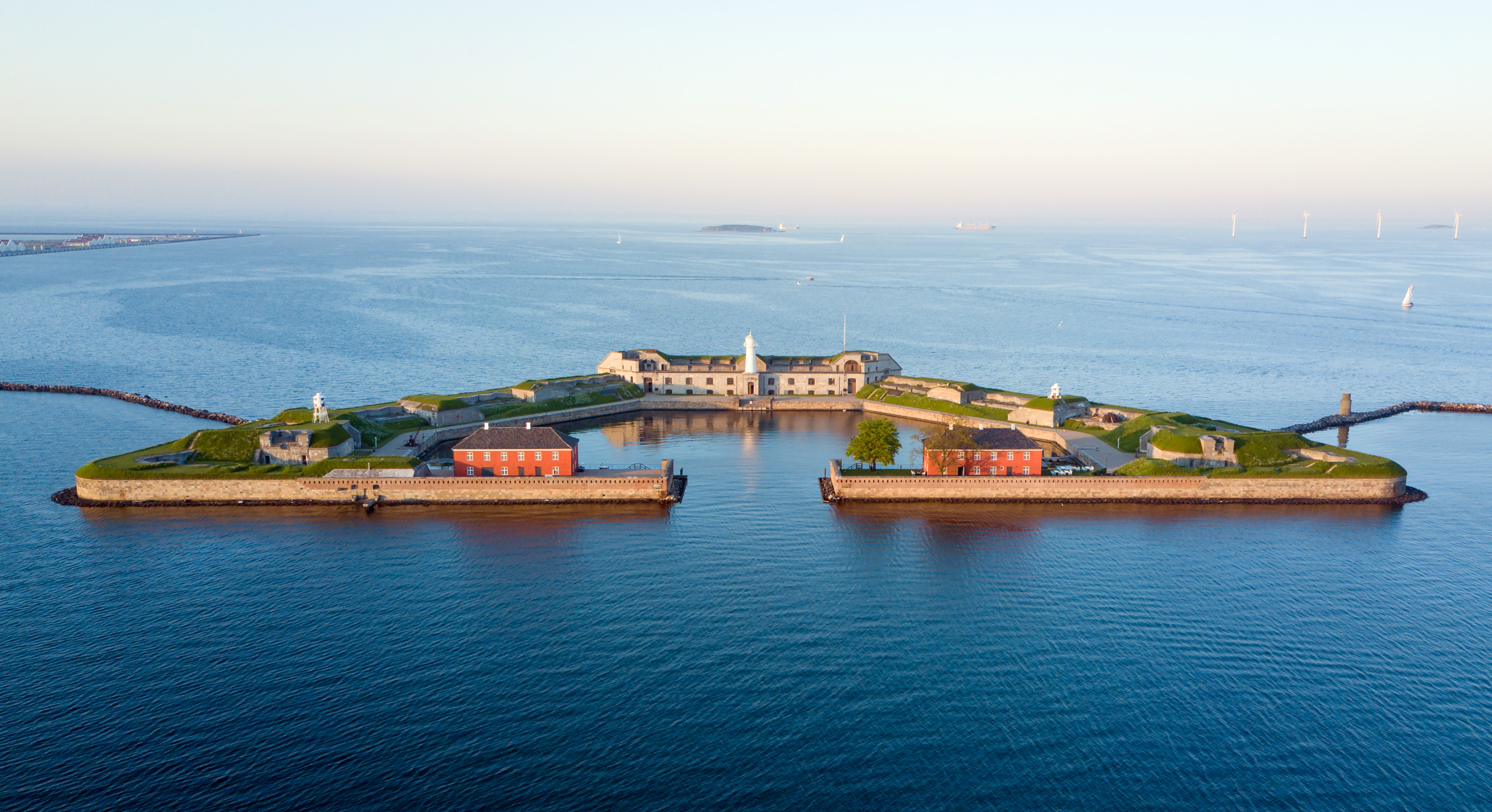

Det ursprungliga Trekroner Søfort låg omkring 200 meter norr om den nuvarande anläggningen. Det anlades år 1713 av tre gamla linjeskepp som fylldes upp med sten. Fortet namngavs efter ett av fartygen, det danska linjeskeppet Tre Kroner, och användes till år 1731, bland annat som karantänstation och fängelse.
År 1787 började man bygga det nuvarande fortet genom utfyllnad med jord innanför ett pålverk. Trekroner, med sina 60 kanoner, var en viktig del av den danska försvarslinjen vid Slaget vid Köpenhamn den 2 april 1801. Det var också i aktion under 
Köpenhamns bombardemang år 1807.
Åren 1818-1828 samt på 1860-talet byggdes fortet ut bland annat med kasematter och ett fyrtorn. Det var en del av Köpenhamns befästning från 1870-talet till år 1922 och användes därefter för utbildning av värnpliktiga inom kustartilleriet.
Från år 1934 till början av andra världskriget var Trekroner ett populärt utflyktsmål. Tyska soldater inkvarterades på fortet under ockupationen. År 1994 öppnade fortet åter som utflyktsmål. Ett kafé och en restaurang inreddes i den tidigare kommendantbostaden år 2006.